# イロケレシア
イロケレシア（Ilokelesia）はアベリサウルス類の獣脚類恐竜の属である。化石は1991年にアルゼンチン、ネウケン州Plaza Huincul近郊にあるネウケン層群リオ・リマイ累層の白亜紀後期の地層から発見された。 この標本は断片的な頭骨、軸椎、肢の骨格で構成されており、後に1998年Coriaらによって記載された。
属名はマプチェ語で「肉」を意味するiloと「トカゲ」を意味するkelesioから派生している。タイプ種の種小名aguadagrandensisは発見地Aguada Grandeに由来する。
イロケレシアは中型の獣脚類で、方形骨、後眼窩骨と呼ばれる頭部の骨に特徴がある。また椎骨にも独特の構造があり、他のアベリサウルス類と区別される。例えば頸椎では突起が縮小しており、胴椎では側腔（ pleurocoels）を欠いている。
I. aguadagrandensisは後眼窩骨の眼窩の下での拡大と眼窩の内側のフランジのようにアベリサウルス科とノアサウルス科の特徴あわせ持つため、記載時には最も基盤的なアベリサウルス類であると考えられた。しかし方形骨の開口部やT字型の後眼窩骨といったものはアベリサウルス類の原始的な特徴が残っていたものと考えられる。後続の研究ではアベリサウルス科内のカルノタウルス亜科（Carnotaurine）のブラキロストラ（brachyrostra）に配置されている。

## 参照
Rodolfo A. Coria, Leonardo Salgado. A Basal Abelisauria Novas, 1992 (Theropoda-Ceratosauria) from the Cretaceous of Patagonia, Argentina. (December 1998.) Lisbon. Gaia Nº 15. Pp. 89–102

## 註
1. ↑  Coria, R.A.; Salgado, L. & Calvo, J.O. (1991) "Primeros restos de dinosaurios Theropoda del Miembro Huincul, Formación Río Limay (Cretácico Tardío Presenoniano), Neuquén, Argentina."  en, 28: 405-406.
2. ↑  Coria, R.A.; Currie, P.J. & Carabajal, A.P. (2006). "A new abelisauroid theropod from northwestern Patagonia" Canadian Journal of Earth Sciences 43: 1283—1289. doi:101139/E06-25
3. ↑  Canale, J.I., Scanferla, C.A., Agnolin, F., and Novas, F.E. (2009). “New carnivorous dinosaur from the Late Cretaceous of NW Patagonia and the evolution of abelisaurid theropods”. Naturwissenschaften 96 (3):  409–414. doi:10.1007/s00114-008-0487-4. PMID 19057888.